# Station Bologna Centrale
Station Bologna Centrale is een spoorwegstation in de Italiaanse stad Bologna. Het station is met 58 miljoen passagiers per jaar het vijfde drukste spoorwegstation in Italië. Het aantal vertrekkende treinen per dag is ongeveer 800, en daarmee samen met Station Roma Termini de koploper in Italië.
Het eerste station werd in 1859 gebouwd. De geschiedenis hiervan is onduidelijk. Twaalf jaar later werd een nieuw station op dezelfde plaats gebouwd, naar een ontwerp van architect Gaetano Ratti.
Sinds 2008 is Bologna Centrale het zuidelijke eindpunt van de hogesnelheidslijn Milaan - Bologna.